# Gustáv Husák
Gustáv Husák, češki komunistični politik slovaškega rodu, * 10. januar 1913 Dúbravka, Bratislava, † 18. november 1991, Bratislava, Češkoslovaška. 
Bil je dolgoletni prvi sekretar Komunistične partije Češkoslovaške od leta 1969 do 1987 in predsednik Češkoslovaške od 1975 do 1989. Njegovo vladanje je znano kot obdobje normalizacije po praški pomladi.  

## Zgodnje življenje
Gustáv Husák se je rodil 10. januarja 1913 kot sin brezposelnega delavca v kraju Pozsonyhidegkút v županiji Pozsony v takratni Avstro-Ogrski. Zvezi komunistične mladine se je pridružil pri šestnajstih letih, med študijem na gimnaziji v Bratislavi. Leta 1933, ko je začel študirati na Pravni fakulteti Univerze Comenius v Bratislavi, se je pridružil Komunistični partiji Češkoslovaške (KSČ), ki je bila od leta 1938 do 1945 strogo prepovedana. Med drugo svetovno vojno ga je vlada Jozefa Tisa zaprla zaradi ilegalnega komunističnega delovanja, bil pa je eden od voditeljev slovaške narodne vstaje leta 1944 proti nacistični Nemčiji in Tisu. Husák je bil od 1. do 5. septembra 1944 član predsedstva slovaškega narodnega sveta. 
Po vojni je začel kariero kot vladni uradnik na Slovaškem in partijski funkcionar na Češkoslovaškem. Od leta 1946 do 1950 je bil vodja decentralizirane uprave Slovaške in je kot tak močno prispeval k zaplembi protikomunistične Krščansko-demokratske stranke Slovaške. Ta stranka je na volitvah leta 1946 na Slovaškem (medtem ko so bili v češkem delu republike očitni zmagovalci komunisti) prejela 62 % glasov, kar je zapletlo komunistične ambicije po hitrem prevzemu oblasti. Husákova lojalnost osrednjim organom Češkoslovaške komunistične partije, pa tudi njegov precejšen talent za telesno politiko in neusmiljen pristop do političnih nasprotnikov sta v veliki meri prispevala k zatiranju demokratskega nesoglasja na Slovaškem in podrejanju ljudskega mnenja v državi prevladujoči politični  tokovi. 
Leta 1950 je Husák postal žrtev stalinistične čistke partijskega vodstva in je bil obsojen na dosmrtni zapor, med letoma 1954 in 1960 pa je preživel v zaporu Leopoldov. Kot prepričan komunist je na zapor vedno gledal kot na hud nesporazum, kar je občasno poudarjal v več pismih, naslovljenih na partijsko vodstvo. Splošno priznano je, da je takratni vodja in predsednik stranke Antonín Novotný večkrat zavrnil izpustitev Husáka, saj je svojim tovarišem zagotovil, da ne vejo, česa je sposoben, če pride na oblast. 
Kot del obdobja destalinizacije na Češkoslovaškem je bila Husákova obsodba razveljavljena in njegovo partijsko članstvo je bilo obnovljeno leta 1963. Do leta 1967 je postal kritik Novotnega in neostalinističnega vodstva KSČ. Aprila 1968, med praško pomladjo pod vodstvom novega vodje stranke in kolega Slovaka Aleksandra Dubčka, je Husák postal podpredsednik Češkoslovaške (predsednik je bil Ludvík Svoboda), odgovoren pa je bil za nadzor reform na Slovaškem.  

## Voditelj Češkoslovaške
Ko je bila Sovjetska zveza vse bolj vznemirjena zaradi Dubčkovih liberalnih reform leta 1968 (praška pomlad), je Husák, prvotno Dubčkov zaveznik in zmeren podpornik programa reform, začel pozivati k previdnosti. Potem, ko so Sovjeti avgusta napadli Češkoslovaško, je Husák sodeloval v češkoslovaško-sovjetskih pogajanjih. Husák je spremenil smer in postal vodja med strankami, ki so pozivali k preobratu Dubčkovih reform. Njegov pragmatizem je bil podan v enem od svojih uradnih govorov na Slovaškem po dogodkih leta 1968, med katerim si je drznil zastaviti retorično vprašanje in vprašal, kje želijo nasprotniki Sovjetske zveze najti zaveznike Češkoslovaške, ki bi lahko prišli podpreti državo proti sovjetske čete. 
Ob podpori Moskve je bil že avgusta 1968 imenovan za vodjo Komunistične partije Slovaške, Dubčka pa je nasledil kot prvi sekretar (naslov spremenjen v generalni sekretar leta 1971) Komunistične partije Češkoslovaške aprila 1969. Zaradi reform je v letih 1969–71 očistil stranko njenih liberalnih članov. Leta 1975 je bil Husák izvoljen še za predsednika Češkoslovaške. V dveh desetletjih Husákovega vodenja je Češkoslovaška postala ena najbolj zvestih zaveznic Moskve. 
V prvih letih po invaziji je Husáku uspelo pomiriti ogorčeno civilno prebivalstvo z zagotavljanjem razmeroma zadovoljivega življenjskega standarda in izogibanjem kakršnim koli odkritim političnim represalijam, kot je bilo v petdesetih letih dvajsetega stoletja. Njegov komunistični režim ni bil popolna vrnitev k težkemu stalinizmu, ki je prevladoval v prvih 20 letih komunistične vladavine v državi. Obenem so bile pravice ljudi nekoliko bolj omejene, kot je bilo na Madžarskem Jánosa Kádárja in v Jugoslaviji Josipa Broza Tita. Dejansko se je na stopnja zatiranja na Češkoslovaškem približala tisti, ki se je dogajala v Vzhodni Nemčiji Ericha Honeckerja in celo v Romuniji Nicolaeja Ceaușescuja. Na Češkoslovaskem je potekala kampanja zatiranja s strani tajne policije (StB), ki je bila usmerjena proti disidentom, ki jih je pozneje predstavljala Listina 77, in na stotine neznanih posameznikov, ki so bili tarče preventivnih napadov StB. Zatiranje se je z leti samo še stopnjevalo, ko je Husák postajal vse bolj konzervativen. 
Od zgodnjih sedemdesetih let dvajsetega stoletja je Husák dovolil tistim, ki so bili aretirani po praški pomladi, da se ponovno pridružijo partiji. Vendar so se morali javno distancirati od svojih preteklih dejanj. 
V zadnjem delu Husákovega mandata je bil v politbiroju boj, ali naj sprejme reforme v slogu Mihaila Gorbačova. Medtem, ko so v trdi liniji pod vodstvom Vasila Biľaka nasprotovali kakršnemu koli prestrukturiranju, so zmerni pod vodstvom premierja Lubomírja Štrougala močno podpirali reformo. Sam Husák je ostal nevtralen do aprila 1987, ko je napovedal nekoliko polovičen reformni program, ki naj bi se začel leta 1991. 
Kasneje istega leta pa je Husák mesto generalnega sekretarja prepustil Milošu Jakešu, kar je bil odziv na pobudo, da bi z mlajšima voditeljema (Jakeš in Ladislav Adamec) delili oblast. 
24. novembra 1989 je celotno predsedstvo komunistične partije, vključno s Husákom, odstopilo po padcu komunizma. Partija je uradno razpustila oblast štiri dni pozneje. 10. decembra je Husák priznal novo vlado. Čeprav jo je vodil komunist Marián Čalfa, je imela nekomunistično večino – prvo v 41 letih, v kateri niso prevladovali komunisti ali sopotniki. Kasneje istega dne je odstopil, le nekaj ur po tem, ko je predsedoval uradnemu koncu režima, ki ga je večinoma ustvaril. V obupanem poskusu rehabilitacije svoje podobe pred prvimi demokratičnimi volitvami po 44 letih ga je komunistična partija februarja 1990 izključila. Umrl je 18. novembra 1991 v starosti 78 let. 

## Zapuščina
Še vedno je nekaj vprašanj o Husákovi moralni odgovornosti za zadnji dve desetletji komunistične vladavine na Češkoslovaškem. Po njegovem padcu je Husák ves čas govoril, da skuša le zmanjšati posledice sovjetske invazije in se mora nenehno upirati pritiskom trdih stalinistov v stranki, kot so Biľak, Alois Indra in podobni. Res je, da se je v začetku sedemdesetih osebno zavzemal za predčasni umik sovjetskih čet s češkoslovaškega ozemlja, kar se je zgodilo šele leta 1991; to je mogoče pripisati njegovim pragmatičnim poskusom, da bi olajšal situacijo in dal vtis, da se stvari nagibajo k »normalnosti«.
Vendar pa obstaja veliko neizpodbitnih dejstev, ki ga krivijo za velik osebni prispevek k naravi režima. Kot generalni sekretar stranke je obvladoval represivni državni aparat. Veliko je dokumentiranih primerov pritožb politično preganjanih oseb, vendar skoraj noben od njih ni bil deležen Husákove pozornosti. Ko je bil v osemdesetih letih 20. stoletja propad češkoslovaške družbe v celoti vse bolj očiten, je postal Husák politično impotentna figura, ki mu ni uspeo preprečiti razvoja dogodkov.
Gustáv Husák je trikrat dobil naziv heroj ČSR, v letih 1969, 1973, 1982. Leta 1983 je prejel naziv heroja Sovjetske zveze.